# Liste der Monuments historiques in Moncetz-Longevas
Die Liste der Monuments historiques in Moncetz-Longevas führt die Monuments historiques in der französischen Gemeinde Moncetz-Longevas auf.

## Liste der Objekte
| Bezeichnung                                      | Beschreibung                       | Standort                                     | Kennzeichnung | Schutzstatus | Datum | Bild |
| ------------------------------------------------ | ---------------------------------- | -------------------------------------------- | ------------- | ------------ | ----- | ---- |
| Beichtstuhl                                      | Holz, 19. Jahrhundert              | in der Kirche Assomption-de-la-Vierge (Lage) | PM51002424    | Inscrit      | 1976  |      |
| Aufsatz eines Prozessionsstabes Heiliger Eligius | Holz, vergoldet, 18. Jahrhundert   | in der Kirche Assomption-de-la-Vierge (Lage) | PM51002421    | Inscrit      | 1976  |      |
| Skulptur Heiliger Adrian                         | Stein, 16. Jahrhundert             | in der Kirche Assomption-de-la-Vierge (Lage) | PM51002420    | Inscrit      | 1976  |      |
| Zelebrantenstuhl                                 | Holz, Stoff, 18. Jahrhundert       | in der Kirche Assomption-de-la-Vierge (Lage) | PM51002426    | Inscrit      | 1976  |      |
| Relief Vision des heiligen Hubertus              | Stein, Anfang des 16. Jahrhunderts | in der Kirche Assomption-de-la-Vierge (Lage) | PM51000566    | Classé       | 1944  |      |
| Skulptur Madonna mit Kind                        | Stein, 16. Jahrhundert             | in der Kirche Assomption-de-la-Vierge (Lage) | PM51002422    | Inscrit      | 1976  |      |
| Grabstein                                        | Marmor, bezeichnet 1616            | in der Kirche Assomption-de-la-Vierge (Lage) | PM51000567    | Classé       | 1977  |      |
| Kruzifix                                         | Holz, 18. Jahrhundert              | in der Kirche Assomption-de-la-Vierge (Lage) | PM51002423    | Inscrit      | 1976  |      |
| Taufbecken                                       | Stein, 18. Jahrhundert             | in der Kirche Assomption-de-la-Vierge (Lage) | PM51002425    | Inscrit      | 1976  |      |